# Sarah Held
Sarah Held (* 1981) ist eine österreichische Kulturwissenschaftlerin, Künstlerin und Hochschullehrerin. Sie ist an der Akademie der bildenden Künste Wien und der Kunstuniversität Linz tätig.

## Leben
Held promovierte 2021 in Kulturwissenschaften an der Universität Frankfurt am Main. In Rahmen ihrer Dissertation Zur Materialität des feministischen Widerstands forschte sie in den Vereinigten Staaten, Mexiko, Chile und Australien. Sie war Promotionsstipendiatin der Friedrich-Ebert-Stiftung und die Arbeit wurde binational von Verena Kuni (Universität Frankfurt) und Elke Gaugele (Akademie der Bildenden Künste in Wien) betreut. An der Akademie der bildenden Künste Wien ist sie derzeit (Stand 2024) Vize-Leiterin des Forschungsprojekts „Mode und Rechtsextremismus“.

## Wirken
Held unterrichtet an der Akademie der bildenden Künste Wien und der Kunstuniversität Linz zu Themen wie Mode, Gender und queer-feministischer Pornografie/PostPorn. Sie lehrt unter anderem „kritische Pornostudien“ und arbeitet kuratorisch sowie performativ zum queer-feministischen „Pornotopia Revised“. Ihre Forschungsschwerpunkte liegen auf Interventionsstrategien gegen die Herrschaftskategorien Klasse, Geschlecht und Rasse sowie auf der „Umformierung extrem Rechter in Mode, Feminismus und Popkultur“.
Als Künstlerin und Teil des Kollektivs „Girl Gangs against Street Harassment“ organisiert sie aus Protest gegen Alltagssexismus und sexuelle Gewalt Workshops und künstlerische Interventionen im öffentlichen Raum.
2021 gründete sie gemeinsam mit Bettina Woess das Aktionskollektiv „Aufstand der Schwestern“. Es macht sexualisierte Gewalt und Femizide im öffentlichen Raum sichtbar. Zu ihren bekannten Performances zählt der „Pinke Kreuzzug gegen Femizide“, bei dem ein riesiges pinkes Holzkreuz durch Wien getragen wurde, um auf Femizide aufmerksam zu machen. Die österreichische Tageszeitung Der Standard verwendete Bilder einer im Dezember 2021 durchgeführten Performance des Kollektivs als Illustration in Artikeln zum Thema Femizid. Mit dem Kollektiv führte sie auf der documenta fifteen 2022 die Performance home is where... women are killed durch. Das Kollektiv trat auch im Juni 2024 auf der Tangente St. Pölten – Festival für Gegenwartskultur auf, einem von April bis Oktober durchgeführten Kulturfestival der Stadt.
2022 kuratierte sie gemeinsam mit Sylvia Sadzinski die Gruppenschau Pornotopia Revised in der Kunsthalle Exnergasse, deren zum Gebiet des Postporn gehörende Leitfrage "Wie kann Porno beziehungsweise Kunst mit pornografischen Mitteln zu einer selbstermächtigenden feministischen Praxis werden?" lautete.
Held wurde 2024 vom Kulturwissenschaftliches Institut Essen als Sprecherin auf der Podiumsdiskussion Kunst und Neue Rechte eingeladen, wo sie mit Stephan Trüby (Universität Stuttgart), Kathrin Rottmann (Ruhr-Universität Bochum) und Elke Gaugele (Akademie der bildenden Künste Wien, wie auch Held) diskutierte und mit Gaugele ihre gemeinsamen Analysen, wie neurechte Gewaltformen durch Mode normalisiert werden, einbrachte. Beim Radio Helsinki – Verein freies Radio Steiermark hielt sie 2024 einen Vortrag zum Thema incels://cheeks/jaws: fatale körperbilder und misogynie.
Beim Filmfest Dresden war sie 2024 als Jurorin für die Auszeichnung LUCA – Filmpreis für Geschlechtergerechtigkeit in der Jury gemeinsam mit den Filmemachern Sarnt Utamachote und Patrick Catuz zuständig.

## Ausstellungen (Auswahl)
- 2016: Attitudes, Bundeskunsthalle (Gruppenausstellung von Stipendiaten der Friedrich-Ebert-Stiftung)[14]

## Schriften (Auswahl)

### Bücher
- Zur Materialität des feministischen Widerstands. Textile Agency gegen sexualisierte Gewalt und Femicides. J.B. Metzler, Berlin 2021, ISBN 978-3-662-62711-2.
- mit Elke Gaugele (Hrsg.): Rechte Angriffe – toxische Effekte. Umformierungen extrem Rechter in Mode, Feminismus und Popkultur. Transcript, Bielefeld 2021, ISBN 978-3-8394-5260-8. Darin auch mehrere Beiträge als Autorin.

### Buchbeiträge
- Sarah Held: Critical Crafting und Craftivism: Textile Handarbeit, Feminismus und Widerstand. In: Sonja Lehmann, Karina Müller-Wienbergen, Julia Elena Thiel (Hrsg.): Neue Muster, alte Maschen? transcript Verlag, 2015, ISBN 978-3-8376-2700-8, S. 321–340, doi:10.1515/9783839427002-019.
- Sarah Held: Cyndi Lauper. In: Juliane Streich (Hrsg.): These Girls: ein Streifzug durch die feministische Musikgeschichte. 2.  Auflage. Ventil Verlag, Mainz 2020, ISBN 978-3-95575-118-0.
- Sarah Held: Feminismus ist kein Label: Feminist Chic aus materialistisch-feministischer Perspektive. In: Anna-Brigitte Schlittler, Katharina Tietze (Hrsg.): Mode und Gender (= Fashion Studies). Band 11. transcript Verlag, 2024, ISBN 978-3-8394-6811-1, S. 83–90, doi:10.1515/9783839468111-007 (degruyter.com).

### Wissenschaftliche Artikel
- Sarah Held: Textile Healing – Feminist Resistance Against Sexualized Violence and Femicides Through Activist Art. In: Journal of Textile Design Research and Practice. Band 10, Nr. 2, 4. Mai 2022, ISSN 2051-1787, S. 175–194, doi:10.1080/20511787.2022.2135312.
- Sarah Held: incels://cheeks/jaws: On fragile masculinity, fatal body ideals, homophobic homoeroticism and National Socialist aesthetics revisited. In: Fashion, Style & Popular Culture. 2022, ISSN 2050-0726.